# Museo di pittura murale
Il museo di pittura murale si trova a Prato, nel complesso dell'ex convento di San Domenico; l'ingresso del museo è di fianco alla facciata della chiesa di San Domenico. Realizzato nel 1974, fu il primo museo italiano specificamente destinato a ospitare affreschi staccati, sinopie (disegni preparatori fatti sull’intonaco) e altre tecniche di pittura murale del XIV-XV secolo, provenienti principalmente dal territorio pratese. Dal 1998 al 2013, con l'esposizione chiamata I tesori della città, è stato il principale polo espositivo pratese, ospitando al suo interno tutti i capolavori della pittura del Tre-Quattrocento fino ad allora conservati nel Museo civico (Prato), che in quegli anni era in ristrutturazione, e parte di quelli del Museo dell'Opera del Duomo. Negli anni successivi è stato condotto un riordino delle raccolte originarie e un ampliamento degli spazi museali, in previsione della realizzazione di nuove sezioni del museo.

## Descrizione
Il portale di fianco alla facciata della chiesa dà accesso a un atrio (con tracce di iscrizioni sepolcrali del 1310 circa) che sbocca nell'elegante chiostro rinascimentale (1480) dell'antico convento domenicano, sul fondo del quale è l'ingresso al museo. L’allestimento attuale comprende, oltre a insegne sepolcrali e frammenti recuperati dal chiostro di San Domenico (fine del XIV-XV secolo), il pregevole  tabernacolo con la Madonna, il Bambino, angeli e santi, affrescato da Niccolò Gerini nel 1391 su commissione del mercante Francesco Datini, posto a confronto con la relativa sinopia, e le sinopie dell’imponente Tabernacolo di Figline (di Agnolo Gaddi e bottega), oltre ad un affresco a finto polittico di Pietro di Miniato (1411). Notevoli sono anche alcuni rari graffiti rinascimentali attribuiti a Girolamo Ristori (che richiamano al raffinato gusto umanistico quattrocentesco) e una Annunciazione, consunto rilievo marmoreo di Giovanni di Agostino (1335 circa).
In parte del secondo ordine del chiostro conventuale, recentemente ricollegato al museo, sono collocate le importanti sinopie degli affreschi di Paolo Uccello con Storie della Vergine e di santo Stefano nel Duomo di Prato (1434 circa), condotte con segno rapido e sicuro che ben caratterizza i personaggi e con alcune varianti rispetto ai dipinti eseguiti (ricollocati in Cattedrale), e il felicissimo affresco col Cristo servito dagli angeli (1650), capolavoro del Volterrano, proveniente da Santa Teresa a Firenze.  Nel lato contiguo del porticato è in allestimento una rarissima serie di recipienti ceramici da tavola e da cucina, del primo Trecento, che erano stati usati come riempimento leggero delle volte del coro di San Domenico.

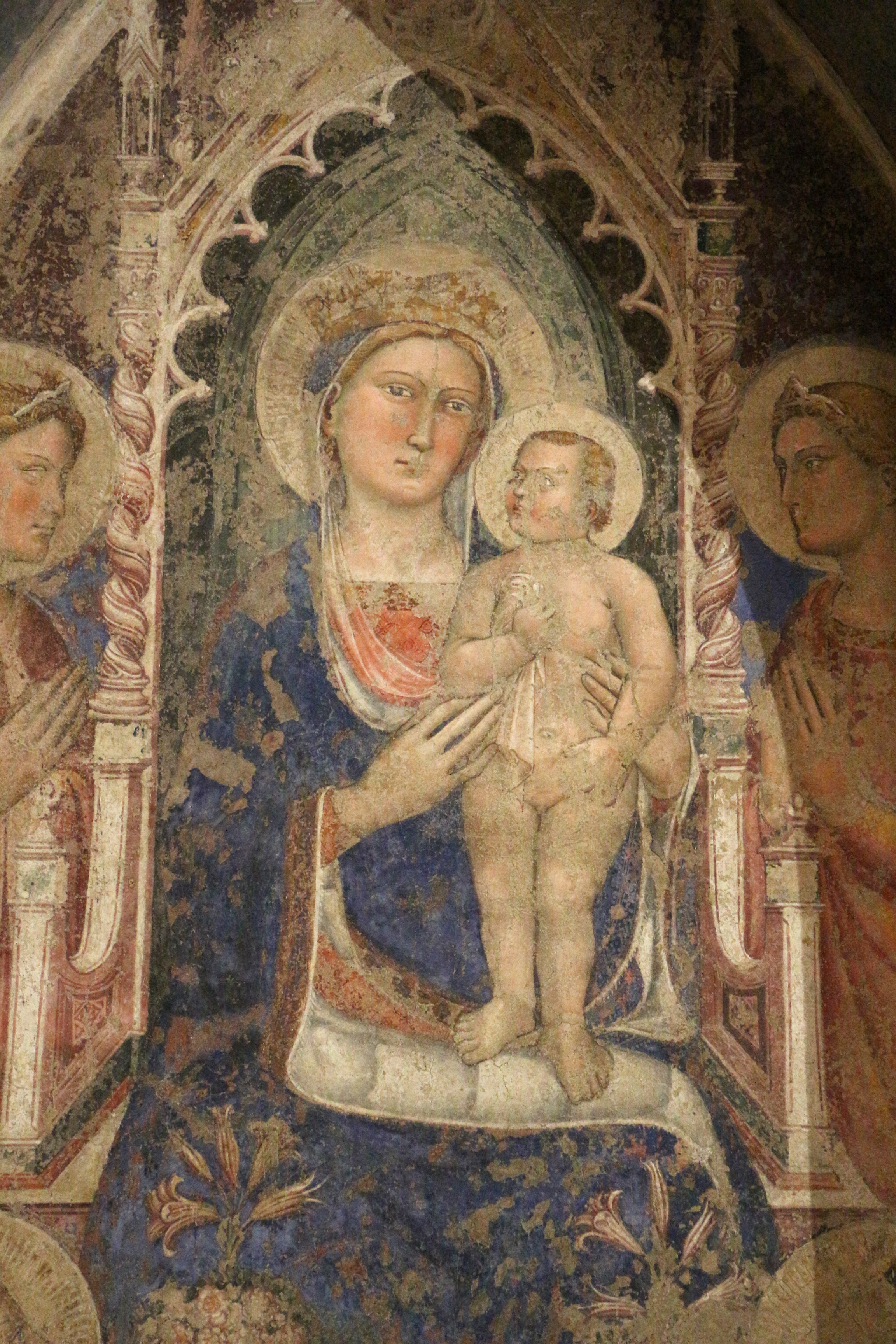
Niccolò Gerini, Tabernacolo di Palazzo Datini (Madonna col Bambino, angeli e santi), 1391, particolare
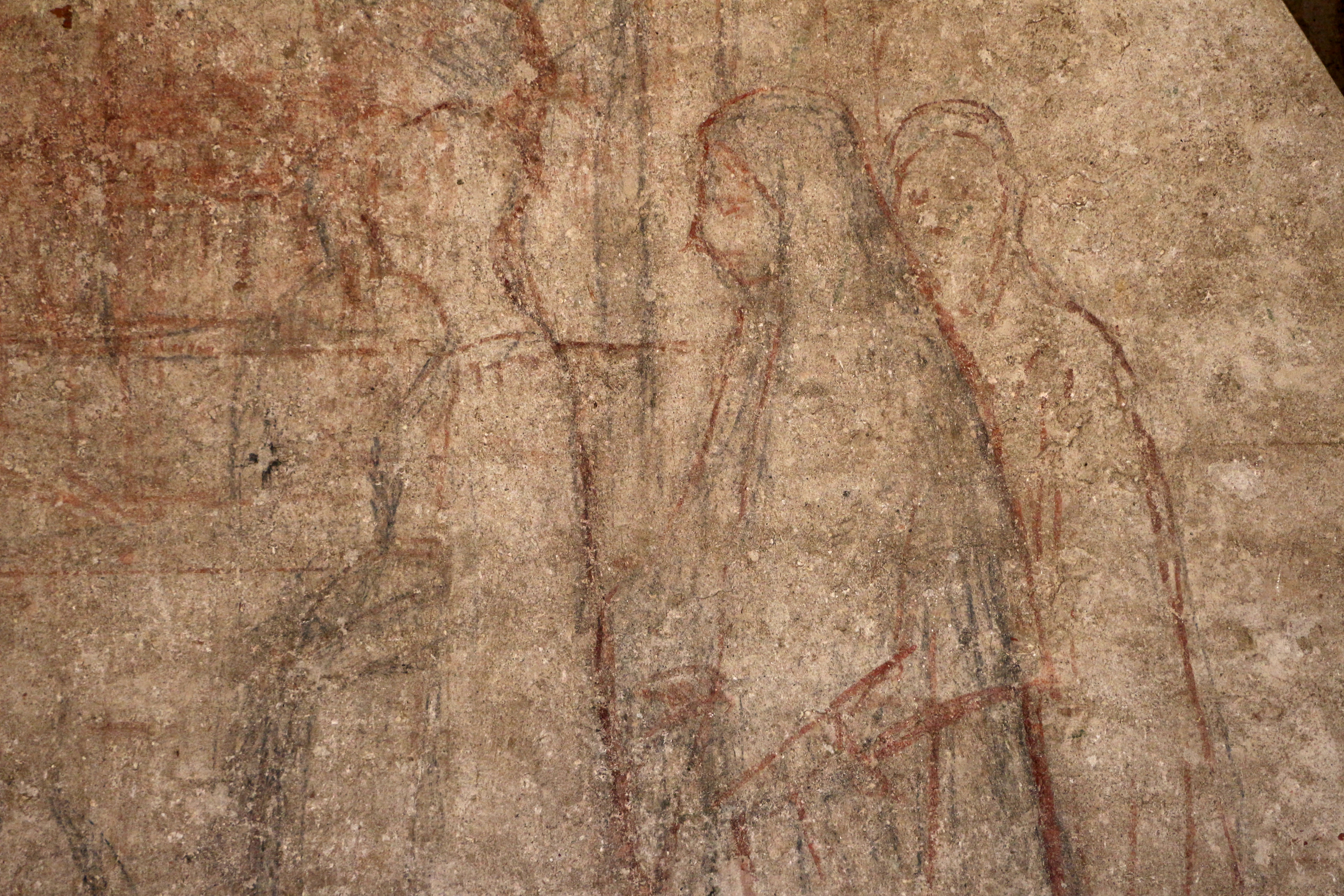
Paolo Uccello, Natività della Vergine, particolare della sinopia.
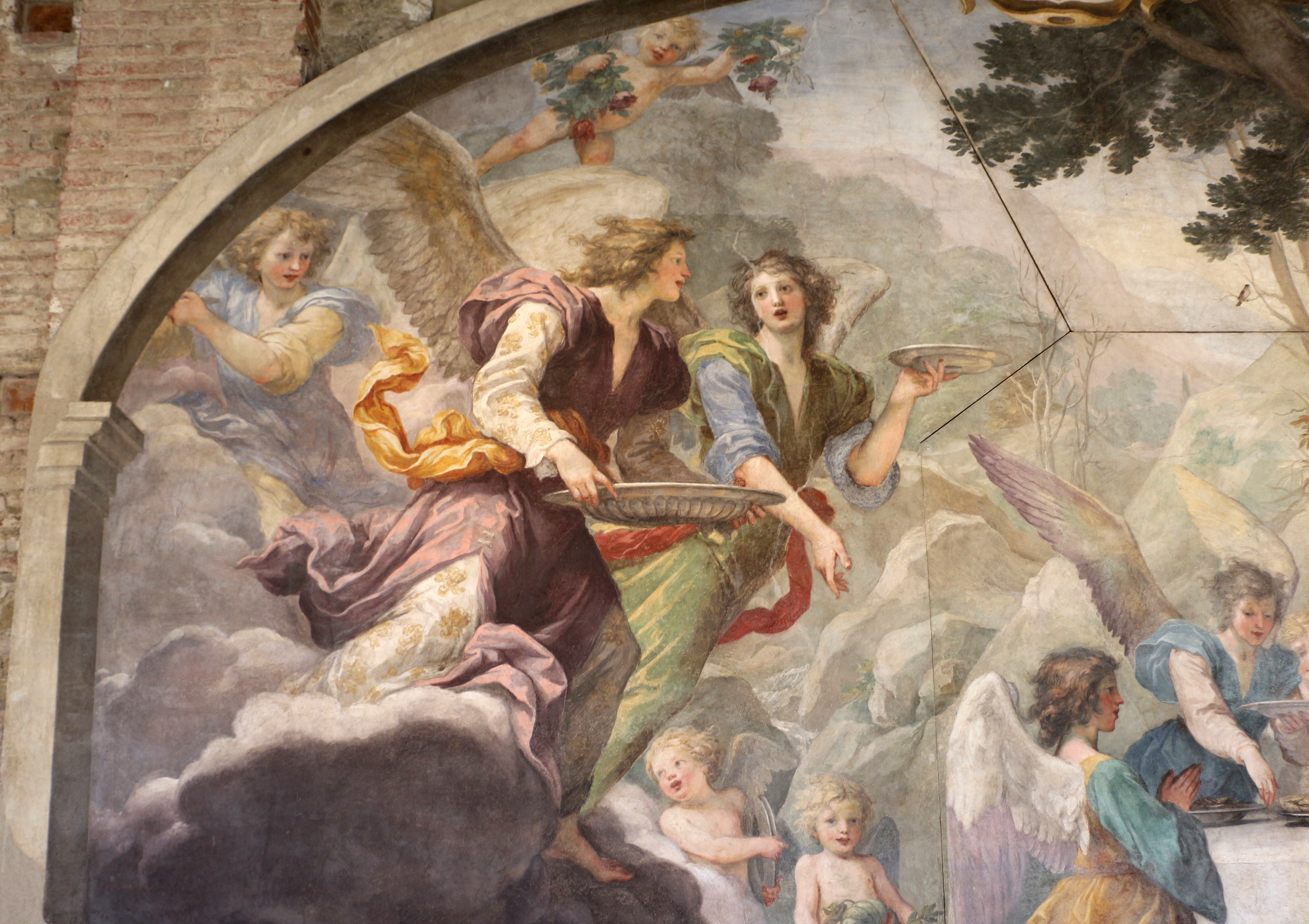
Volterrano (Baldassarre Franceschini), Cristo servito dagli angeli, 1650, particolare
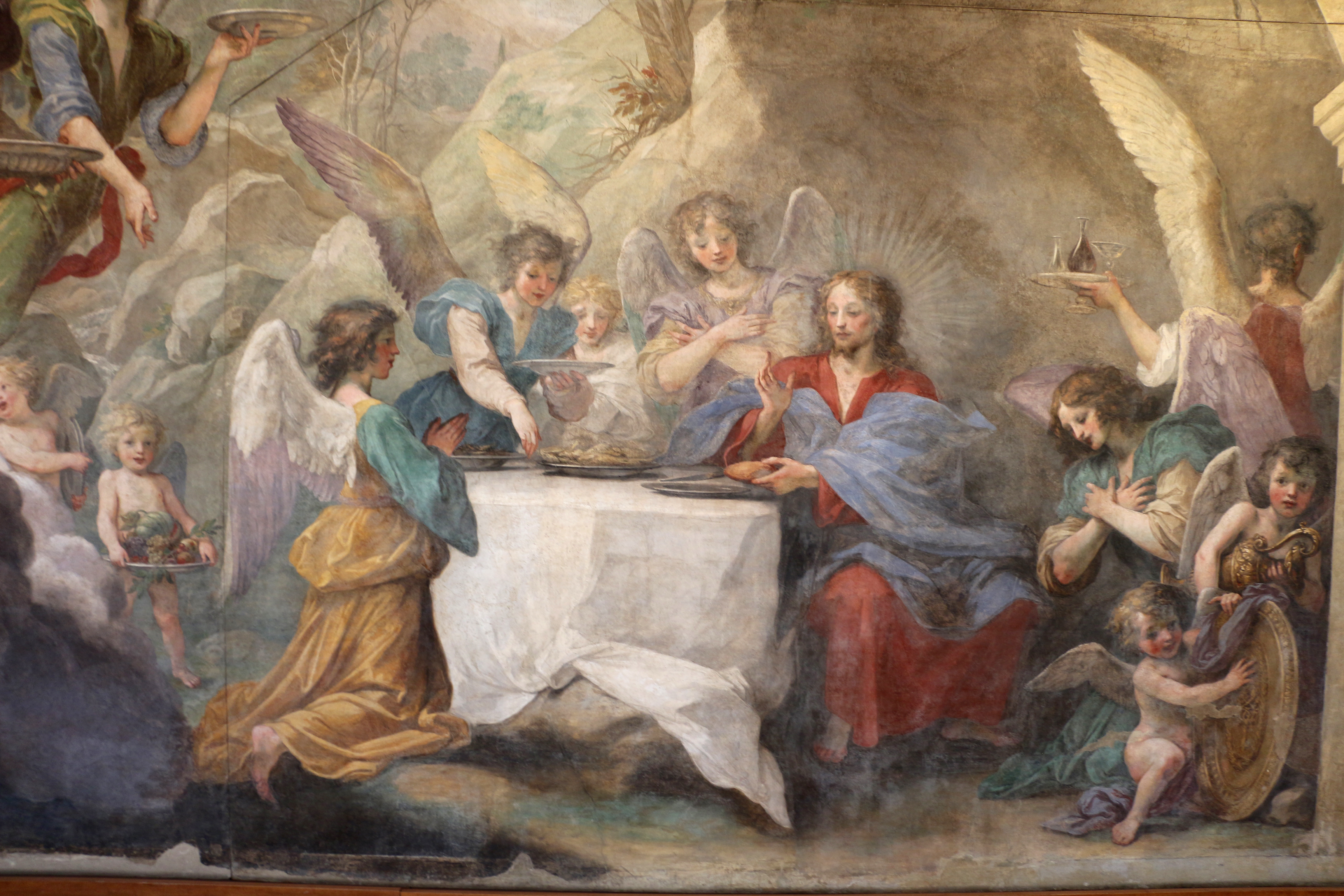
Volterrano (Baldassarre Franceschini), Cristo servito dagli angeli, 1650, particolare
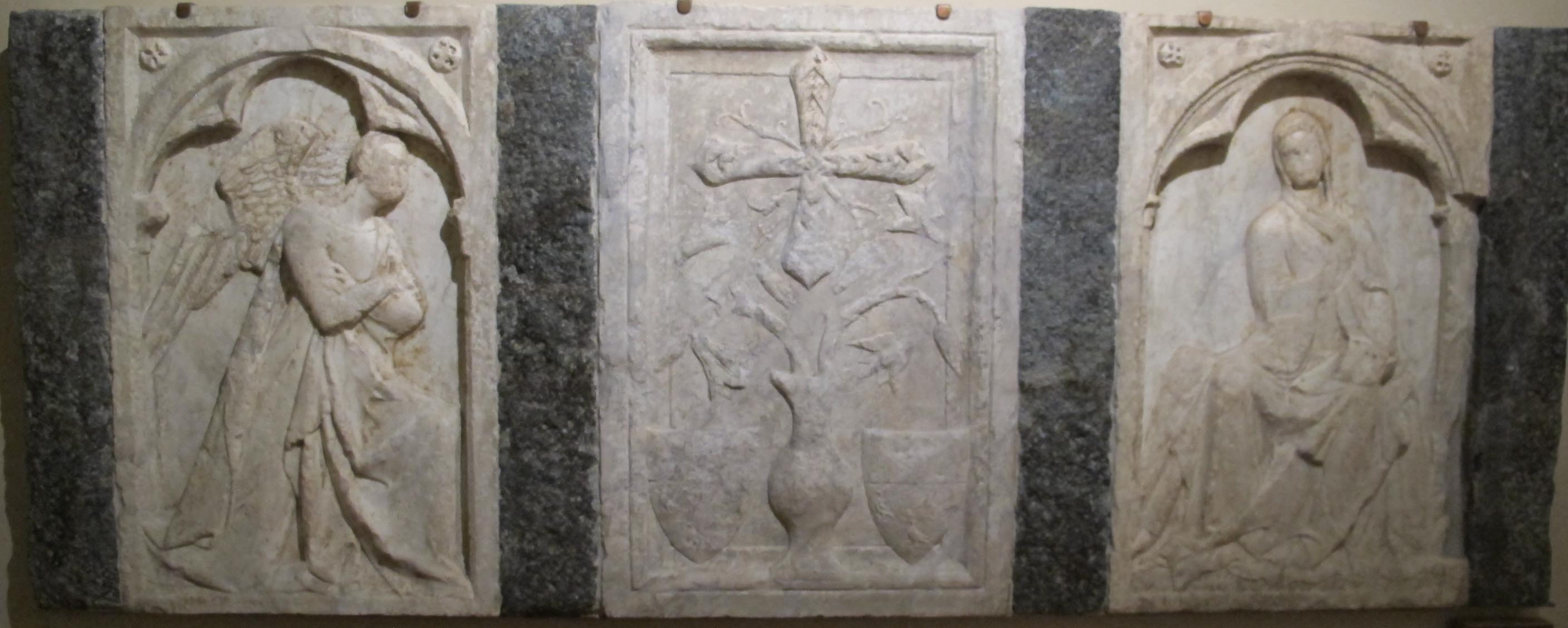
Giovanni di Agostino, Annunciazione, 1335 circa.
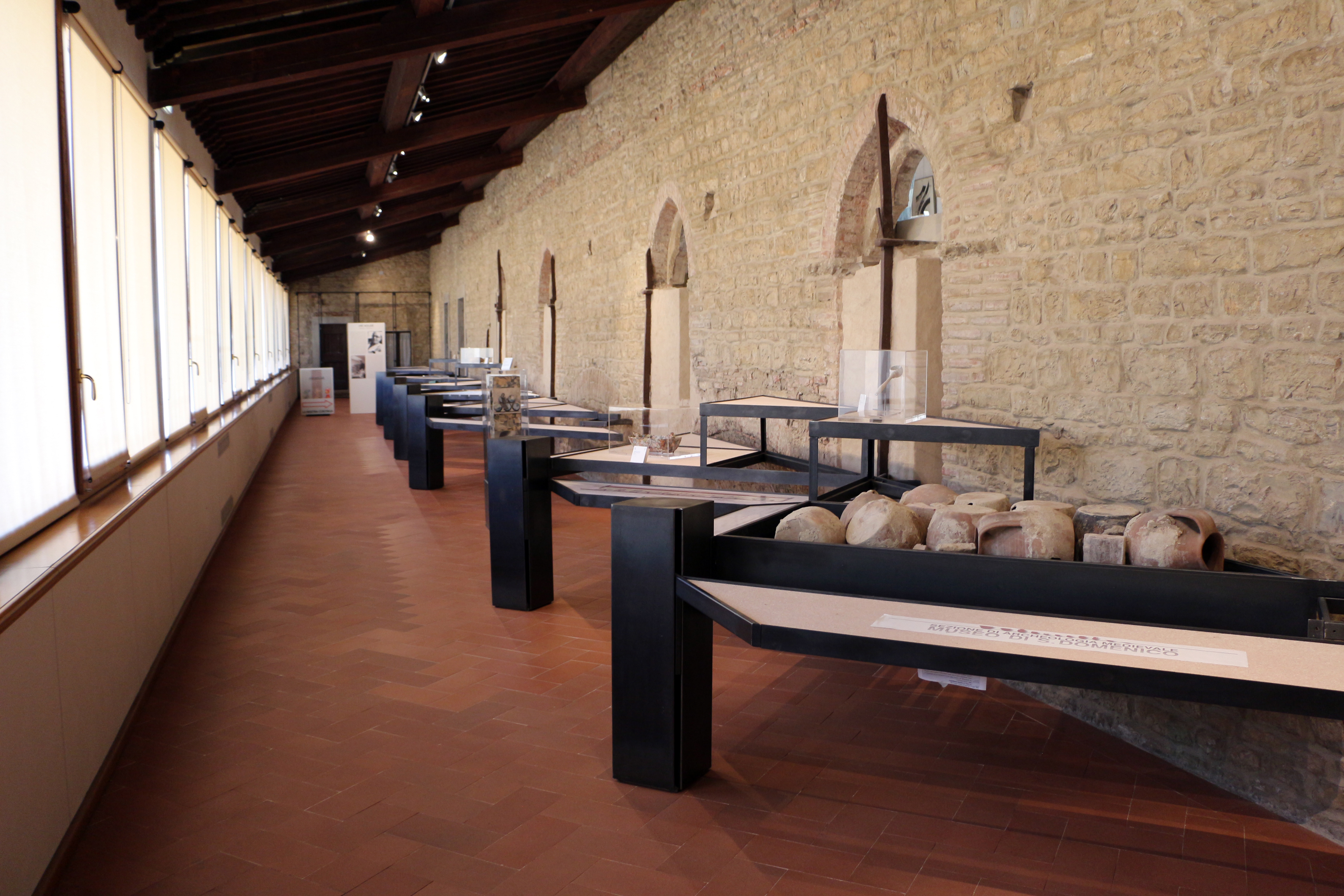
Sezione ceramiche medievali in allestimento (2017)
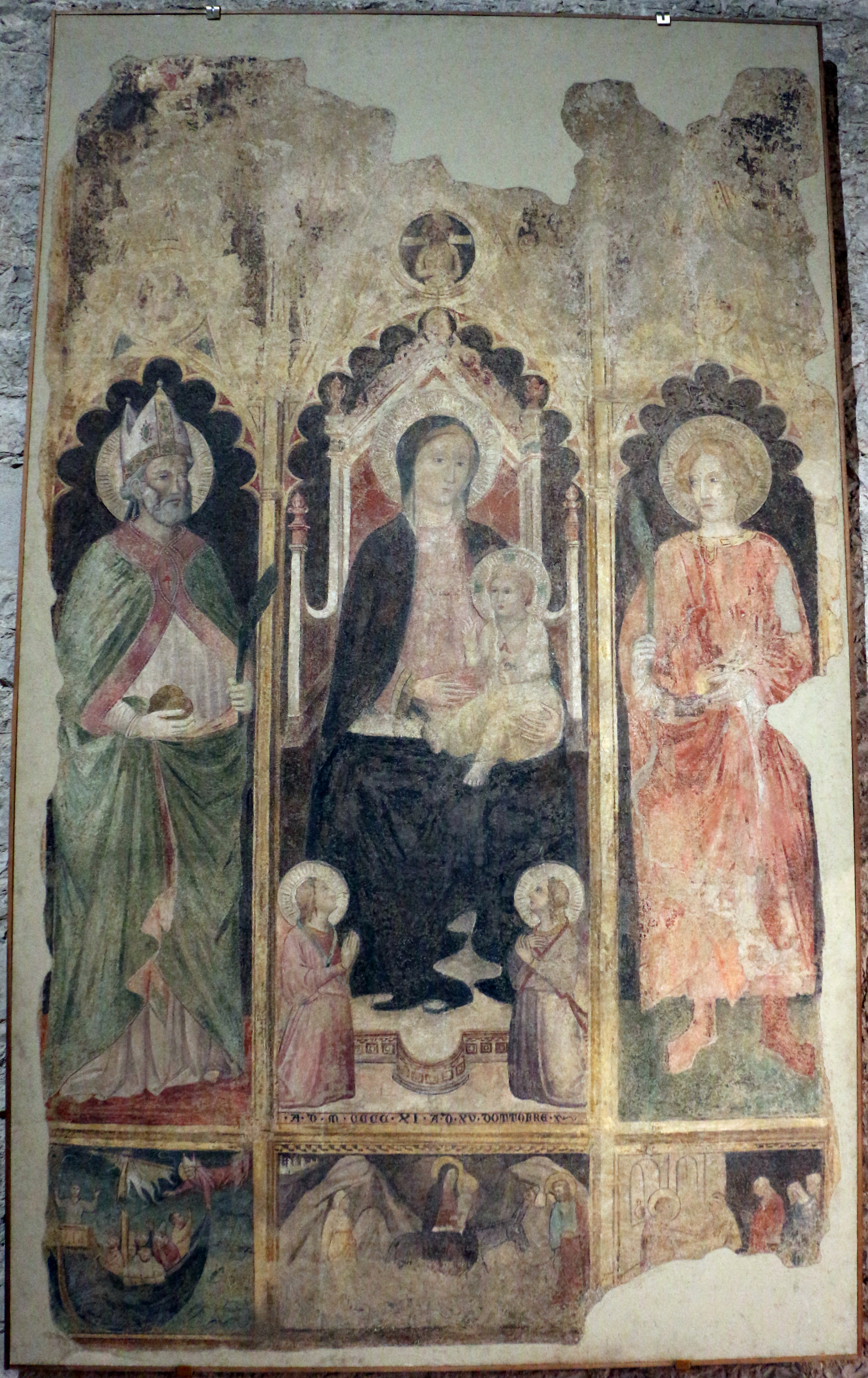
Pietro di Miniato, Madonna in trono fra i santi Niccolò e Lorenzo (1411)
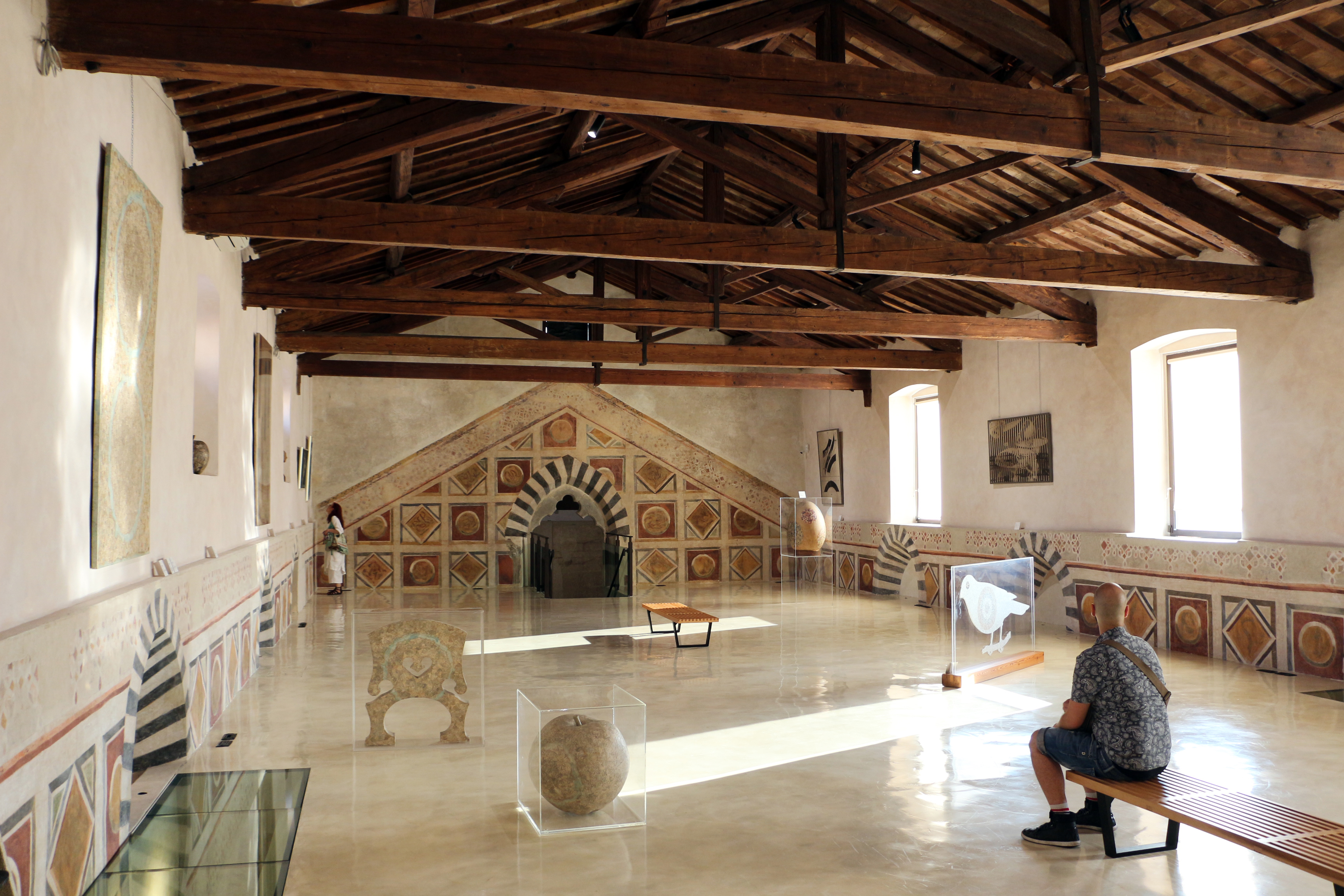
Nuova sala del Museo durante un'esposizione temporanea
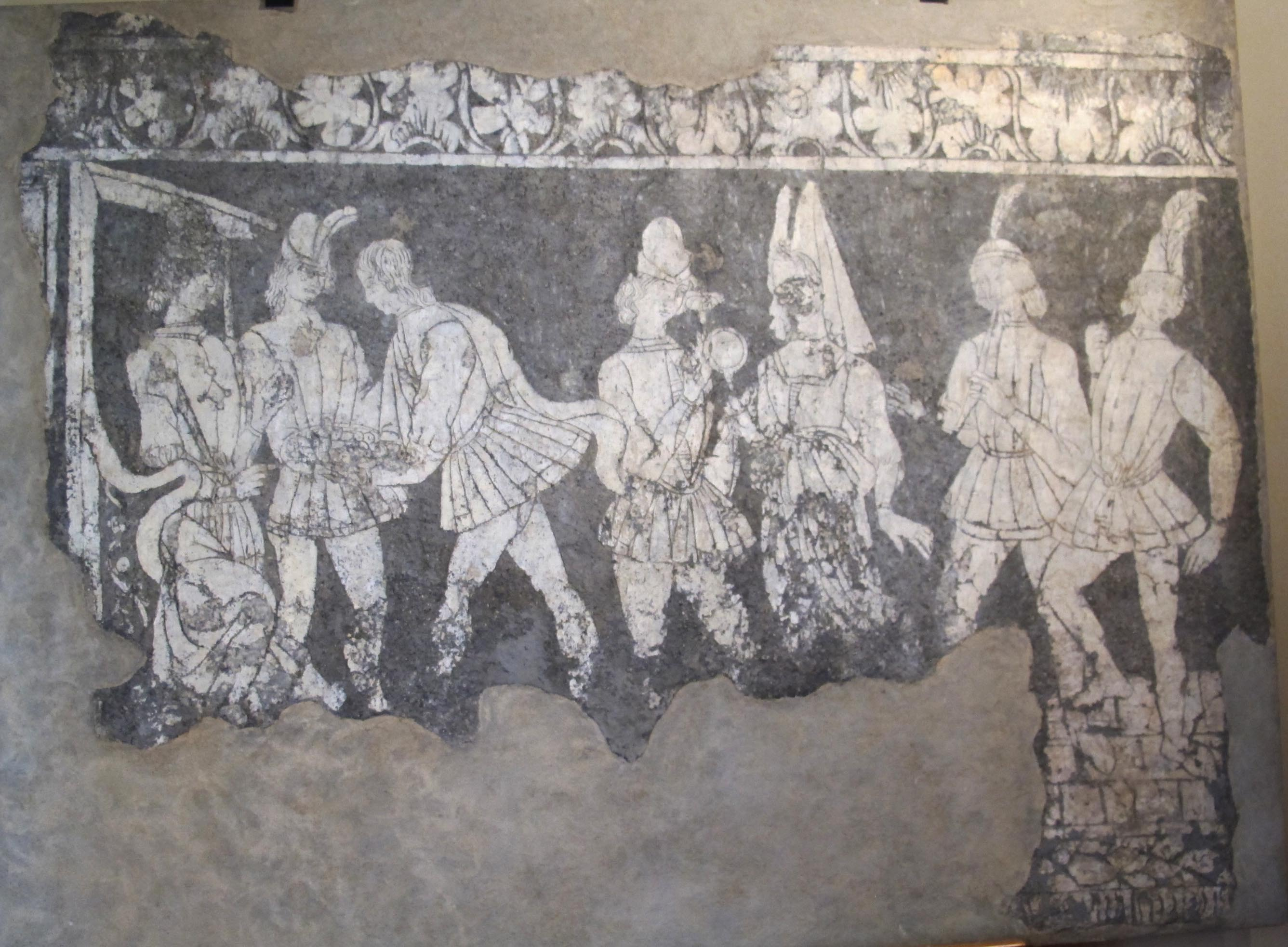
Girolamo Ristori (attr.), Scene di vita cortese, II metà del XV secolo, graffito proveniente da Palazzo Vai